# Pelona
Pelona is een vulkaan in het departement Chinandega in het westen van Nicaragua. De vulkaan ligt op ongeveer 20 kilometer ten noordoosten van de stad Chinandega en heeft een hoogte van 827 meter. Ze is onderdeel van de bergketen Cordillera Los Maribios.
De vulkaan heeft de vorm van een geërodeerde caldera. De caldera werd gevormd tijdens het Plioceen en Pleistoceen en is gedeeltelijk bedekt door de Casita aan de westelijke rand.
De vulkaan vormt samen met de vulkanen San Cristóbal, Casita, Chonco en Moyotepe een complexe vulkaan.